# Agar sangue al tellurito di potassio
L'agar sangue al tellurito di potassio è un terreno di coltura solido utilizzato per l'isolamento e la coltivazione di specie batteriche del genere Corynebacterium, in particolare del C. diphtheriae, da tamponi rinofaringei. Si presenta come un terreno solido di colore rosso-marrone.

## Composizione
| Ingrediente                               | Gms/l   |
| ----------------------------------------- | ------- |
| Biopeptone                                | 10.000  |
| Agar                                      | 10.000  |
| Cloruro di sodio                          | 5.000   |
| Idrogenofosfato di potassio               | 4.000   |
| Diidrogenofosfato di potassio             | 1.000   |
| Amido di mais                             | 1.000   |
| Soluzione di emoglobina                   | 1 fiala |
| Integratore vitaminico                    | 1 fiala |
| Soluzione all'1% di tellurito di potassio | 1 fiala |

Il pH finale a 25°C è pari a 7,2 ± 0,2.

## Principi della procedura
Il terreno contiene biopeptone che fornisce fattori di crescita e azoto. Il cloruro di sodio mantiene l'equilibrio osmotico. I fosfati agiscono come tamponi del mezzo. L'amido di mais neutralizza i metaboliti tossici. L'emoglobina e l'integratore vitaminico stimolano la crescita batterica. Il tellurito di potassio inibisce la crescita di batteri gram-negativi e di una serie di batteri gram-positivi, nonché permette di determinare la riduzione a tellurite che è tipica dei Corynebacterium, anche se non esclusiva.

## Precauzioni
Il terreno è utilizzato unicamente per procedure diagnostiche in vitro in ambito professionale. Deve essere maneggiato indossando guanti e indumenti protettivi, nonché protezioni per occhi e viso.

## Limiti
I campioni, se arricchiti su terreno di Loeffler, possono dare una crescita migliore delle specie di Corynebacterium. Altri organismi come Stafilococchi e Streptococchi cresceranno come piccole colonie nere a causa della riduzione del tellurito, di conseguenza, il Corynebacterium dovrebbe essere confermato tramite colorazione di Gram e altri test biochimici. Gli organismi individuali differiscono nelle loro esigenze di crescita e possono mostrare modelli di crescita variabili sul terreno.

## Preparazione
Il procedimento per a preparazione del terreno prevede i seguenti passaggi:
1. Sospendere 31 g di terreno in 500 ml di acqua distillata
2. Scaldare fino a ebollizione per sciogliere completamente il terreno
3. Sterilizzare in autoclave a 12°C, 15 psi per 15 minuti
4. Raffreddare a 45° - 50°
5. Aggiungere la soluzione emoglobinica sterile, l'integratore vitaminico e il tellurio di potassio
6. Mescolare bene e versare nella piastra

## Metodologia
Strisciare, inoculare o distribuire l'inoculo di prova (50-100 CFU) sulla superficie in modo asettico sulla piastra.

## Risultati
Il C. diphtheria riduce il tellurito a tellurio che dona una colorazione grigio-nera alle colonie batteriche. La dimensione delle colonie si aggira tra i 0,5 e i 2 mm di diametro dopo 24 - 48 ore di incubazione a 35° - 37°C. Si osservano considerevoli variazioni nell'aspetto delle colonie: colonie commensali sono di colore grigio, non emolitiche e con un diametro di circa 0,1 - 0,8 mm, mentre le colonie isolate sono generalmente più chiare.